# Euphaedra brevis
Euphaedra brevis är en fjärilsart som beskrevs av Jacques Hecq 1977. Euphaedra brevis ingår i släktet Euphaedra och familjen praktfjärilar. Inga underarter finns listade i Catalogue of Life.